# Коста де Граси (Ређо Емилија)
Коста де Граси је насеље у Италији у округу Ређо Емилија, региону Емилија-Ромања.
Према процени из 2011. у насељу је живело 206 становника. Насеље се налази на надморској висини од 761 м.